# Capitaine général de l'Église
Le capitaine général de l'Église (en latin capitaneus generalis Ecclesiae romanae, en italien : capitano generale della Chiesa) constitue au Moyen Âge et à l'époque moderne le commandant en chef de fait de l'armée papale. La fonction apparaît dans la seconde moitié du XIIIe siècle, notamment dans le cadre de la lutte contre les Gibelins et leurs alliés. Le pontife n'hésite alors pas à choisir parmi les principaux dirigeants européens pour occuper cette fonction. Progressivement, le titre de capitaine général est de plus en plus confié à des proches du pape, parfois issus directement de sa famille. Le titre de capitaine général donne le pouvoir et la responsabilité d'un chef militaire tactique. Le « capitaine général » possédait traditionnellement un bâton de commandement, béni par le pape.
A l'octroi de ce titre est également souvent associé celui de gonfalonier de l'Église (ou porte-drapeau, en latin Vexillifer) qui est plus un honneur formel et cérémoniel. Le pape Innocent XII mutualise les deux fonctions en l'unique titre de porte-drapeau de la Sainte Église romaine (en italien : Vessilifero di Santo Romana Chiesa), charge qui devient plus tard héréditaire dans la Naro Patrizi.

## Liste des capitaines généraux
| Capitaine général de l'Église        | Portrait                 | Pape                                                                  | Notes |
| ------------------------------------ | ------------------------ | --------------------------------------------------------------------- | --- |
| Charlemagne                          |                          | Léon III (798-816)                                                    | [ 4 ] |
| Guillaume Durand                     |                          | Martin IV (1281-1285)                                                 | Capitaine général de l’Église, gouverneur de Romagne et de la Marche d'Ancône.                                                                                                   |
| Jean d'Eppe                          |                          | Martin IV (1281-1285)                                                 | Capitaine général de l’Église (1281-1283), recteur en Romagne. |
| Jacques II d'Aragon                  |                          | Boniface VIII (1294-1303)                                             | Capitaine général de l’Église, Gonfalonier de l'Église et amiral (1296-1298),.                                                                                                   |
| Charles de Valois                    |                          | Boniface VIII (1294-1303)                                             | Capitaine général de l’Église, pacificateur en Toscane et recteur de la marche d'Ancône (1301-1302).                                                                             |
| Philippe VI de France                |                          | Benoît XII (1334-1342)                                                | Vers août 1336 |
| Juan Fernández de Heredia            |                          | Innocent VI (1352-1362)                                               | [ 11 ] |
| Daniele del Carretto                 |                          | Grégoire XI (1370-1378)                                               | [ 13 ] |
| Galeotto Malatesta                   |                          | Grégoire XI (1370–1378)                                               | Condottiere, novembre 1371, commandant de l'armée papale contre Barnabé Visconti, qu'il battit à Montechiaro                                                                     |
| Carlo Malatesta                      |                          | Boniface IX (1389-1404)                                               | Vicaire et capitaine général, |
| Braccio da Montone                   |                          | Grégoire XII (1406-1415)                                              | Nommé en 1414. Utilisa sa fonction pour conquérir Pérouse pour son propre compte                                                                                                 |
| Ranuce Farnèse                       |                          | Eugene IV (1431-1447)                                                 | Nommé en 1435, grand-père de Paul III |
| Niccolò Piccinino                    |                          | Eugene IV (1431-1447)                                                 | Nommé le 6 juin 1442, condottiere |
| Jacques Cœur                         |                          | Nicolas V (1447-1455)                                                 | Mourut comme capitaine général |
| Ludovico Trevisan                    |                          | Calixte III (1455-1458)                                               | En décembre 1455, à la fois responsable de la flotte, légat apostolique, gouverneur général, capitaine et général condottière                                                    |
| Giovanni Ventimiglia                 |                          | Calixte III (1455-1458)                                               | |
| Pier Luigi Borgia                    |                          | Calixte III (1455-1458)                                               | Neveu de Calixte III, également préfet de Rome |
| Antonio Piccolomini                  |                          | Pie II (1458-1464)                                                    | [ 24 ] |
| Napoleone Orsini                     |                          | Pie II (1458-1464)                                                    | Première nomination. Se distingue pendant la campagne de Romagne, contre la famille Colonna                                                                                      |
| Girolamo Riario                      |                          | Sixte IV (1471-1484)                                                  | , |
| Napoleone Orsini                     |                          | Sixte IV (1471-1484)                                                  | Seconde nomination. Construit en 1470 le château Orsini, à Bracciano |
| Franceschetto Cybo                   |                          | Innocent VIII (1484-1492)                                             | Fils d'Innocent VIII |
| Roberto Eustachio                    |                          | Innocent VIII (1484-1492)                                             | [ 28 ] |
| Niccolò Orsini                       |                          | Innocent VIII (1484-1492)                                             | Nommé le 27 juin 1489, pendant la guerre contre Ferdinand Ier de Naples |
| Giovanni Borgia                      |                          | Alexandre VI (1492-1503)                                              | Fils d'Alexandre VI, duc de Gandie et gonfalonier de l'Église, peut-être assassiné par son frère César Borgia                                                                    |
| César Borgia                         |                          | Alexandre VI (1492-1503)                                              | Fils d'Alexandre VI, gonfalonier de l'Église, accusé de l'assassinat de son frère Giovanni, directement ou indirectement. Le pape Jules II refusa de le confirmer dans sa charge |
| François Marie della Rovere          |                          | Jules II (1503-1513)                                                  | Première nomination. Neveu de Jules II , |
| Alphonse d'Este                      |                          | Jules II (1503-1513)                                                  | Également gonfalonier de l'Église |
| François II de Gonzague              |                          | Jules II (1503-1513)                                                  | Se distingue lors du siège de Bologne en 1509 |
| Julien de Médicis                    |                          | Léon X (1513-1521)                                                    | [ 36 ] |
| Laurent II de Médicis                |                          | Léon X (1513-1521)                                                    | Après 1516 |
| Bernardo Dovizi da Bibbiena          |                          | Léon X (1513-1521)                                                    | |
| Frédéric II de Gonzague              |                          | Léon X (1513-1521)                                                    | Fils Isabelle d'Este, également gonfalonier de l'Église |
| Frédéric II de Gonzague              | Adrien VI (1522-1523)    |                                                                       | Fils Isabelle d'Este, également gonfalonier de l'Église |
| François Marie della Rovere          |                          | Clément VII (1523-1535)                                               | Seconde nomination |
| Pierre-Louis Farnèse                 |                          | Paul III (1534-1549)                                                  | 2 février 1537, fils de Paul III, également gonfalonier de l'Église (janvier 1535)                                                                                               |
| Giovanni Battista del Monte          |                          | Jules III (1550-1555)                                                 | Neveu de Jules III |
| Guidobaldo della Rovere              |                          |                                                                       | [ 43 ] |
| Giovanni Carafa                      |                          | Paul IV (1555-1559)                                                   | Neveu de Paul IV |
| Camillo Orsini                       |                          | Paul IV (1555-1559)                                                   | Également gouverneur de Rome |
| Michele Bonelli                      |                          | Pie V (1566-1572)                                                     | |
| Marcantonio Colonna                  |                          | Grégoire XIII (1572-1585)                                             | Conduit la flotte papale à la bataille de Lépante |
| Giacomo Boncompagni                  |                          | Grégoire XIII (1572-1585)                                             | Fils de Grégoire XIII, également gonfalonier de l'Église |
| Ercole Sfrondati                     |                          | Grégoire XIV (1590-1591)                                              | Détient la charge sous les trois pontificats de Grégoire XIV, Innocent IX et Clément VIII, jusqu'en 1592                                                                         |
| Ercole Sfrondati                     | Innocent IX (1591-1591)  |                                                                       | Détient la charge sous les trois pontificats de Grégoire XIV, Innocent IX et Clément VIII, jusqu'en 1592                                                                         |
| Ercole Sfrondati                     | Clément VIII (1592-1605) |                                                                       | Détient la charge sous les trois pontificats de Grégoire XIV, Innocent IX et Clément VIII, jusqu'en 1592                                                                         |
| Appio Conti                          |                          |                                                                       | |
| Giovanni Francesco Aldobrandini (it) |                          | Neveu de Clément VIII, combattit les Turcs aux côtés de Giorgio Basta | |
| Niccolo Ludovisi                     |                          | Grégoire XV (1621-1623)                                               | Neveu de Grégoire XV |
| Taddeo Barberini                     |                          | Urbain VIII (1623-1644)                                               | Neveu d'Urbain VIII, également gonfalonier de l'Église |
| Camillo Francesco Maria Pamphili     |                          | Innocent X (1644-1655)                                                | Neveu d'Innocent X, renonce à la charge pour devenir cardinal |
| Agostino Chigi                       |                          | Alexandre VII (1655-1667)                                             | Neveu d'Alexandre VII |
| Camillo Rospigliosi                  |                          | Clément IX (1667-1669)                                                | Frère de Clément IX |
| Gaspare Paluzzi Albertoni Altieri    |                          | Clément X (1670-1676)                                                 | Neveu de Clément X |
| Livio Odescalchi                     |                          | Innocent XI (1676-1689)                                               | Neveu d'Innocent XI, également gonfalonier de l'Église |
| Antonio Ottoboni                     |                          | Alexandre VIII (1689-1691)                                            | Neveu d'Alexandre VIII |
| Marco Ottoboni                       |                          | Alexandre VIII (1689-1691)                                            | Neveu d'Alexandre VIII |

### Source de traduction
- (en) Cet article est partiellement ou en totalité issu de l’article de Wikipédia en anglais intitulé « Captain General of the Church » (voir la liste des auteurs).